# فرودگاه مکوویک
فرودگاه مکوویک (به انگلیسی: Makkovik Airport) یک فرودگاه همگانی با کد یاتا YMN است که یک باند فرود شن دارد و طول باند آن ۷۹۲ متر است. این فرودگاه در کشور کانادا قرار دارد و در ارتفاع ۶۹ متری از سطح دریا واقع شده‌است.

## شرکت‌های هواپیمایی و مقصدهای پروازی
| شرکت‌های هواپیمایی | مقصدهای پروازی                                      |
| ----------------- | --------------------------------------------------- |
| ایر لابرادور      | سی‌اف‌بی گوس بی، هپدال، نین، ناتواشیش، پستویل، ریگولت |
| پروونشل ایرلاینز  | سی‌اف‌بی گوس بی، هپدال، نین، ناتواشیش، پستویل، ریگولت |